# Malcolm McArthur

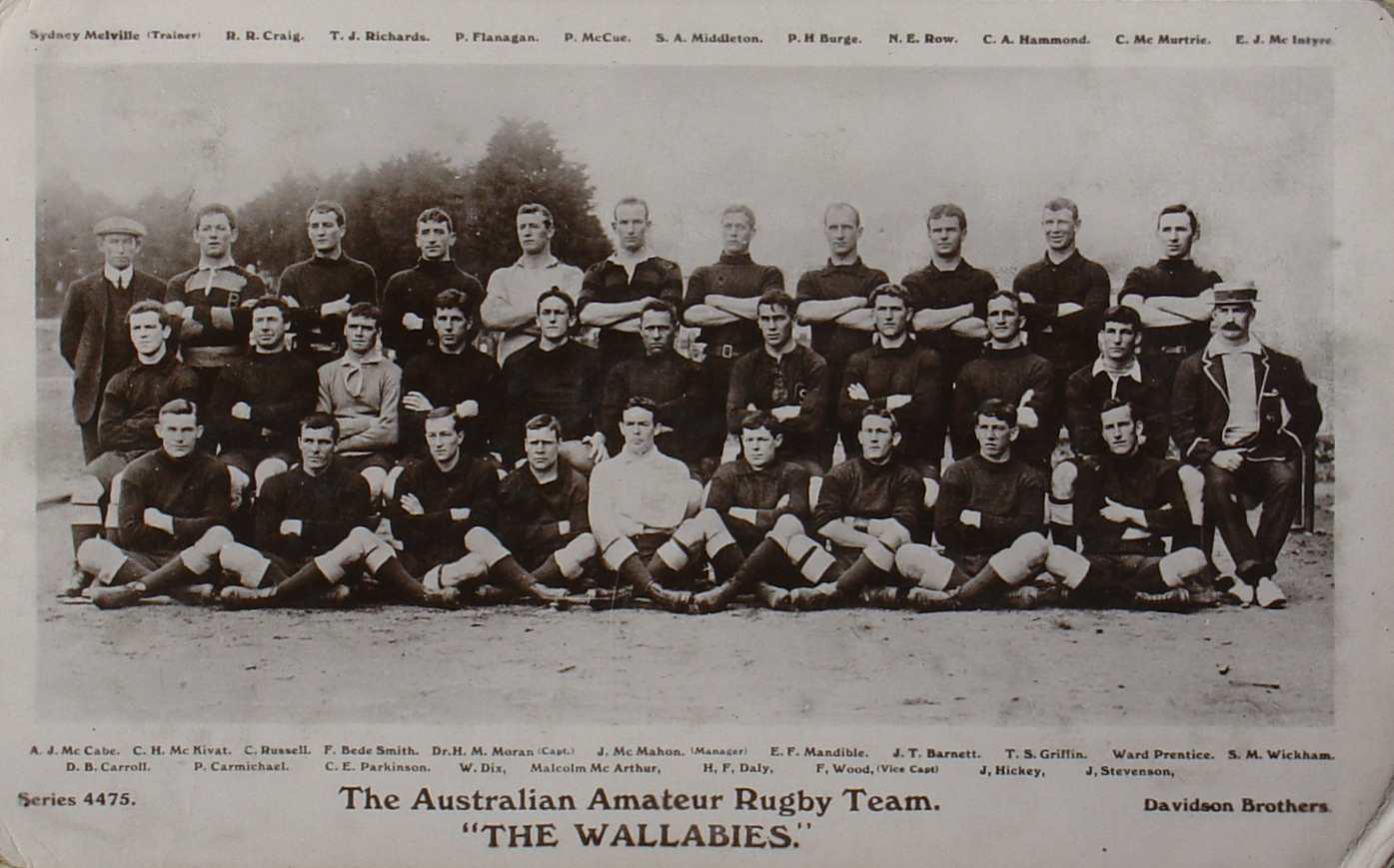
Wallabies z 1908 roku

Malcolm Julian McArthur (ur. 30 lipca 1882 w Sydney, zm. 6 lipca 1961 w Albury) – australijski rugbysta, olimpijczyk, zdobywca złotego medalu w turnieju rugby union na Letnich Igrzyskach Olimpijskich w 1908 roku w Londynie.

## Kariera sportowa
Karierę sportową zaczynał w klubie Warriguls, w roku 1898 występując już w seniorskim zespole z takimi zawodnikami jak Dally Messenger, Sandy Pearce, Billy Cann czy Snowy Baker, zwyciężając w lokalnych rozgrywkach w 1901 roku, zaś rok później przegrywając w finale. W 1903 roku grał dla Randwick, a od kolejnego sezonu związany był z klubem Easts, także jako kapitan. Został także wybrany do stanowej drużyny Nowej Południowej Walii, w której rozegrał jedno spotkanie: przeciw British and Irish Lions podczas ich tournée do Australii i Nowej Zelandii.
W latach 1908–1909 wziął udział w pierwszym w historii tournée reprezentacji Australii do Europy i Ameryki Północnej. Zagrał w odbywającym się wówczas turnieju rugby union na Letnich Igrzyskach Olimpijskich 1908. W rozegranym 26 października 1908 roku na White City Stadium spotkaniu Australijczycy występujący w barwach Australazji pokonali Brytyjczyków 32–3. Jako że był to jedyny mecz rozegrany podczas tych zawodów, oznaczało to zdobycie złotego medalu przez zawodników z Australazji. Jedyny występ w testmeczu w australijskiej kadrze zaliczył 9 stycznia 1909 roku przeciwko Anglii.
W przeciwieństwie do kilkunastu innych zawodników po powrocie z północnej półkuli nie związał się z zawodową rugby league pozostając amatorem. Grał dla Easts do roku 1914, gdy wszelkie rozgrywki rugby zostały zawieszone z uwagi na wybuch I wojny światowej.

## Varia
- Pracował jako broker w New York Life Insurance Company[15].
- Pod koniec lat dwudziestych zaczął trenować zespół Easts, doprowadzając go do triumfu w Shute Shield w roku 1931[1].
- Uczestniczył w I wojnie światowej, został odznaczony Distinguished Conduct Medal[16].